# 上之太子站
上之太子站（日语：／ Kaminotaishi eki */?）是位於大阪府羽曳野市飛鳥，屬於近畿日本鐵道（近鐵）的南大阪線車站。車站編號為「F18」。

## 歷史

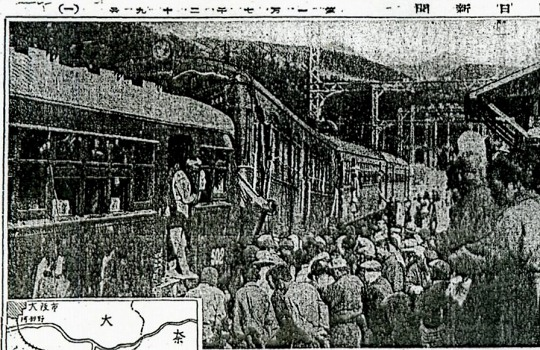
上之太子站月台望見三重衝突事故現場(1929年4月14日)

在2004年南阪奈道路開通後，車站加南邊閘口後加設巴士迴旋路。金剛巴士設有巴士路線停靠該處，但是班次較少。
- 1929年（昭和4年）
  - 3月29日 - 大阪鐵道（日语：大阪鉄道 (2代目)）古市至久米寺（現時：橿原神宮前）之間開通，此站啟用[1]。
  - 4月14日 - 一架DeNi500形電動列車（日语：大阪鉄道デニ500形電車）在二上山站一方上斜時倒後行，使於站內發生三重衝突事故（日语：日本の鉄道事故 (1949年以前)#大鉄電車三重衝突事故）。
- 1943年（昭和18年）2月1日 - 關西急行鐵道與大阪鐵道合併[1]。成為關西急行鐵道天王寺線車站。
- 1944年（昭和19年）6月1日 - 關西急行鐵道與南海鐵道（為南海電氣鐵道的前身）合併，成為近畿日本鐵道的車站[1]。
- 2004年（平成16年） - 新設南車站大樓。
- 2007年（平成19年）4月1日 - 車站可以使用PiTaPa[2]。
- 2009年（平成21年）3月20日 - 隨著大阪阿部野橋站進行工程，距離此站的營業距離縮短0.1公里（22.1公里→22.0公里）。使此站至大阪阿部野橋之間的車費由430日圓減至390日圓。

## 車站構造
本站是地面車站，設有2面2線的相對式月台。月台可容納4卡車廂。站房（閘口）位於雙處月台靠近尺土一方。兩月台之間設有站內平交道連接。廁所位於上行線一方，此站設有男女分開的濕廁。
此站是由古市站管理的有人車站。站内設有可使用PiTaPa、ICOCA的自動閘機和自動補票機（可支援回數卡及IC卡，以及IC卡增值功能）。

### 月台
| 月台 | 路線     | 上下行 | 方向             |
| ---- | -------- | ------ | ---------------- |
| 1    | 南大阪線 | 下行   | 橿原神宮前方向   |
| 2    | 南大阪線 | 上行   | 大阪阿部野橋方向 |

## 本站上下車人次
近年本站1日上下車人次調査結果如下。
- 2018年11月13日：4,528人
- 2015年11月10日：4,892人
- 2012年11月13日：4,675人
- 2010年11月9日：4,632人
- 2008年11月18日：4,502人
- 2005年11月8日：4,355人

## 車站周邊
車站位於羽曳野市東部地區，該處盛產葡萄。在駒谷站至上之太子站之間，沿線可看見位於山坡上的葡萄田。
- 叡福寺（日语：叡福寺）（上之太子）
  - 聖德太子御廟所
- 西方院（日语：西方院 (太子町)）
- 小野妹子之墓
- 壺井八幡宮（日语：壷井八幡宮）（源氏三神社之一）
- 通法寺蹟（源氏菩提寺）
- 河內源氏之墓（源賴信、源賴義、源義家）
- 河內飛鳥之里
- 鹿谷寺蹟
- 竹內峠（日语：竹内峠）
- 屯鶴峰（日语：屯鶴峯）
- 上之太子觀光橘子園（近鐵指定）
  - 近鐵指定觀光地點。在毎年秋季（10月1日至11月30日）的星期六及假日，急行會臨時停靠此站。
- 南阪奈道路羽曳野東交匯處（日语：羽曳野東インターチェンジ）
- 太子町立磯長小學（日语：太子町立磯長小学校）
- 太子町立山田小學（日语：太子町立山田小学校）
- 太子町立中學（日语：太子町立中学校）
- 上宮太子高等學校（日语：上宮太子高等学校）(此站設有校巴接駁服務)
- 智辯學園奈良學院小學部·中學部·高等部（日语：智辯学園奈良カレッジ小学部・中学部・高等部）(此站設有校巴接駁服務)

## 巴士
由於此站最接近沒有鐵路車站的太子町，因此金剛巴士於南出口設有前往該町各地的巴士路線。曾經站前只有太子線（71號）停靠。在2020年6月1日起，聖和台循環線、太子中央循環線和畑·平石線開始運行後，停靠於站前的巴士班次增加了。
| 路線           | 系統 | 途經                                                                                   | 目的地           | 備註            |
| -------------- | ---- | -------------------------------------------------------------------------------------- | ---------------- | --------------- |
| 太子線         | 71號 | 竹內街道春日西 春日 太子町公所 聖德太子御廟前 太井川 太子四辻                          | 喜志站前         |                 |
| 聖和台循環線   | 81號 | 聖和台第一號公園前 聖和台3丁目 聖和台2丁目                                             | 聖和台左回循環   |                 |
| 聖和台循環線   | 82號 | 聖和台2丁目 聖和台3丁目 聖和台第一號公園前                                             | 聖和台右回循環   |                 |
| 太子中央循環線 | 83號 | 聖和台2丁目 聖徳太子御廟前 太井川 佛眼寺前、葉室 推古天皇陵前 山田 六枚橋東 太子町公所 | 葉室回循環       |                 |
| 太子中央循環線 | 84號 | 聖和台2丁目 太子町公所 六枚橋東 山田 推古天皇陵前 佛眼寺前、葉室 太井川 聖德太子御廟前 | 山田回循環       |                 |
| 畑·平石線      | 85號 | 竹內街道春日西 春日 六枚橋東 畑藥師山公園前                                            | 太子鄉村倶樂部前 | 平日早上單向1班 |
| 畑·平石線      | 86號 | 聖和台2丁目 太子町公所 六枚橋東 畑藥師山公園前                                         | 太子鄉村倶樂部前 |                 |
| 畑·平石線      | 88號 | 聖和台2丁目 太子町公所 六枚橋東 畑藥師山公園前 太子鄉村入口                            | 平石             | 星期六及假日2班 |

## 相鄰車站
近畿日本鐵道
 南大阪線
■急行、■區間急行
通過（但是在橘子收成季節時，急行會臨時停靠此站）
■準急、■普通
駒谷（F17）－上之太子（F18）－二上山（F19）

## 注腳
1. 1 2 3  曾根悟（監修）. . 週刊朝日百科. 3号 近畿日本鉄道 2. 朝日新聞出版. 2010-08-29: 26–27. ISBN 978-4-02-340133-4 （日语）.
2. ↑   (pdf) (新闻稿). 近畿日本鐵道. 2007-01-30  [2016-03-08]. （原始内容存档 (PDF)于2016-08-07） （日语）.
3. 1 2  . 近畿日本鉄道.   [2021-04-21]. （原始内容存档于2021-04-21） （日语）.
4. ↑  駅別乗降人員 南大阪線 （页面存档备份，存于）（日語） - 近畿日本鐵道

## 外部連結
- 上之太子 - 近畿日本鐵道